# Klinikum Wels-Grieskirchen

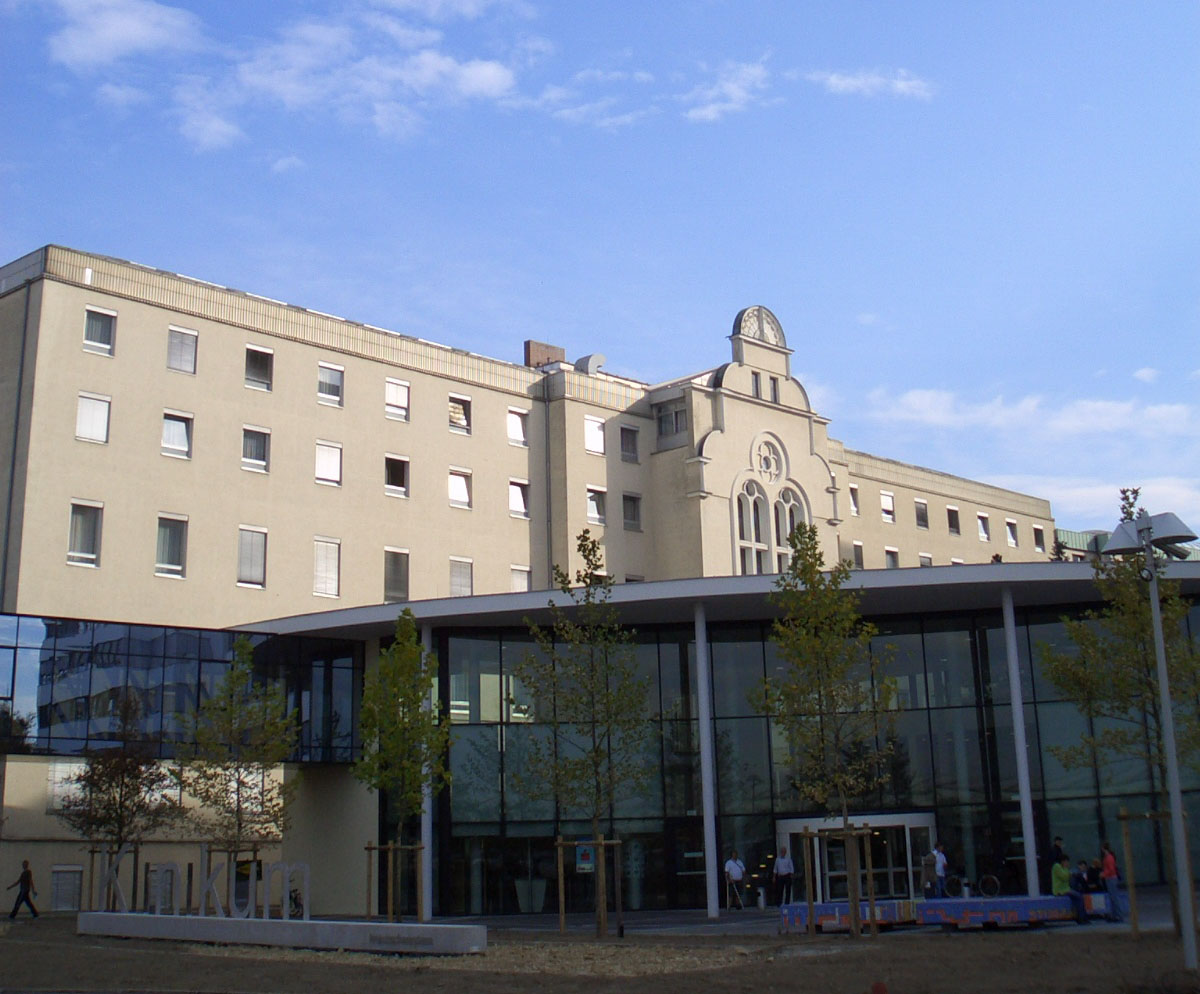
Eingangsbereich Klinikum Wels-Grieskirchen, Standort Wels

Das Klinikum Wels-Grieskirchen ist als größtes Ordensspital Österreichs eine Institution der Kongregation der Barmherzigen Schwestern vom heiligen Kreuz und der Franziskanerinnen von Vöcklabruck.

## Geschichte
Das Klinikum Wels-Grieskirchen entstand aus einer Fusion des Klinikum Kreuzschwestern Wels und dem Krankenhaus St. Franziskus Grieskirchen sowie der Psychiatrie Wels. Der Orden der Barmherzigen Schwestern vom heiligen Kreuz und der Orden der Franziskanerinnen von Vöcklabruck hatten infolge der Ergebnisse der oberösterreichischen Spitalsreform am 3. Mai 2007 beschlossen, die beiden Krankenhäuser in Wels und Grieskirchen zusammenzulegen und ab 1. Januar 2008 als einheitliche Krankenanstalt an den bisherigen Standorten zu führen. Ebenso wurde mit der damaligen oberösterreichischen Gesundheits- und Spitals AG die Integration der Psychiatrischen Klinik Wels vereinbart. Die Gründe für diesen Schritt waren vor allem die Standortsicherung aller Einrichtungen und die Optimierung der Versorgung der Patienten in der Versorgungsregion Wels, Wels Land, Grieskirchen und Eferding. Außerdem sollten im Auftrag der Spitalsreform durch Bündelung von Leistungen eine Nutzung gemeinsamer Ressourcen gewährleistet werden. Damit verbunden waren Einsparungen und damit die Unterstützung der Deckung des Rechtsträgeranteils beider Träger.

## Medizinische Versorgung
An den beiden Standorten Wels und Grieskirchen angesiedelt, ist das Klinikum mit seinem umfassenden Leistungsspektrum von 35 medizinischen Abteilungen, Instituten und sonstigen Organisationseinheiten der zentrale Gesundheitsversorger in der Region Wels-Stadt, Wels-Land, Grieskirchen und Eferding. Der Standort Wels nimmt dabei die Rolle eines zentralen Schwerpunktversorgers ein, ausgestattet mit einer ressourcenintensiven Hochleistungsmedizin, der Standort Grieskirchen ist regionaler Basisversorger mit Spezialaufgaben wie z. B. Akutgeriatrie und Psychosomatik.
Mit rund 4.200 Mitarbeitern ist das Klinikum Wels-Grieskirchen auch ein bedeutender Arbeitgeber in Oberösterreich. Mit 1.251 systemisierten Betten werden pro Jahr ca. 64.000 Patienten stationär versorgt und betreut. Jährlich werden rund 28.000 Operationen durchgeführt. In den Geburtshilfe-Abteilungen erblicken jährlich über 2.300 Babys das Licht der Welt. Neben dem zentralen Campus in Wels-Neustadt auf mehr als 109.000 m² Fläche steht noch ein weiterer Standort in rund 20 km Entfernung in Grieskirchen für medizinische Versorgung zur Verfügung.

## Seelsorge
Für die religiösen und seelischen Bedürfnisse der Patienten und deren Angehörige kümmert sich das Team der Ökumenischen Krankenhaus-Seelsorge. Auch für Patienten und Angehörige nicht christlicher Religionsgemeinschaften besteht die Möglichkeit, ihre spirituellen Bedürfnisse zu erfüllen. Seelsorger der jeweiligen Konfession oder Religionsgemeinschaft können verständigt werden.

## Abteilungen und Departments

### Wels
|  | - Allgemeinmedizin - Augenheilkunde und Optometrie - Herz-, Gefäß- und Thoraxchirurgie (Chirurgie I) - Chirurgie II Viszeralchirurgie (standortübergreifende Abteilung) - Department für Plastische, Ästhetische und Rekonstruktive Chirurgie - Innere Medizin I Gastroenterologie und Hepatologie, Rheumatologie, Endokrinologie und Stoffwechselerkrankungen - Innere Medizin II Kardiologie, Intensivmedizin - Innere Medizin IV Schwerpunkte Hämatologie und Internistische Onkologie, Nephrologie und Dialyse, Palliativmedizin und Remobilisation/Nachsorge - Frauenheilkunde und Geburtshilfe (standortübergreifende Abteilung) - Haut- und Geschlechtskrankheiten - Hals-, Nasen- und Ohrenkrankheiten - Kinder- und Jugendheilkunde (standortübergreifende Abteilung) mit Neonatologie und Pädiatrische Intensivmedizin - Lungenkrankheiten - Mund-, Kiefer- und Gesichtschirurgie - Neurologie - Orthopädie und orthopädische Chirurgie - Unfallchirurgie (standortübergreifende Abteilung) - Urologie - Psychiatrie und psychotherapeutische Medizin |

### Grieskirchen
- Chirurgie II (standortübergreifende Abteilung)
- Innere Medizin V Schwerpunkt Akutgeriatrie und Remobilisation
- Department für Psychosomatik (Erwachsene) der Abteilung für Innere Medizin IV
- Frauenheilkunde und Geburtshilfe (standortübergreifende Abteilung)
- Kinder- und Jugendheilkunde Schwerpunkt Psychosomatik (standortübergreifende Abteilung)
- Unfallchirurgie (standortübergreifende Abteilung)

### Institute
| Wels - Anästhesiologie und Intensivmedizin - Medizinische und Chemische Labordiagnostik - Radiologie - Klinische Pathologie, Molekularpathologie und Zytodiagnostik - Hygiene und Mikrobiologie, Infektiologie und Tropenmedizin - Nuklearmedizin - Physikalische Medizin und Allgemeine Rehabilitation | Grieskirchen - Anästhesiologie und Intensivmedizin - Radiologie |

## Aus- und Weiterbildung
Das Ausbildungszentrum für Gesundheits- und Pflegeberufe und die FH Gesundheitsberufe OÖ (Physiotherapie, Gesundheits- und Krankenpflege) sind am Klinikum-Standort Wels angesiedelt. Das Ausbildungszentrum wurde 1934 als Krankenpflegeschule gegründet und kann somit auf eine langjährige Erfahrung, Fachkompetenz und professionelle Weiterentwicklung zurückblicken. Das Klinikum verfügt über Fachabteilungen und praktische Ausbildungsmöglichkeiten. Die Akademie für Physiotherapie in Wels wurde im Jahr 2010 in die FH Gesundheitsberufe OÖ eingegliedert.

## Integrierte Gesundheits- und Sozialversorgung
Die Kooperation des Klinikum Wels-Grieskirchen mit den Gesundheits- und Sozialeinrichtungen der Region Wels Stadt, Wels Land, Grieskirchen und Eferding ist die Basis für eine Vernetzung in der medizinischen und sozialen Versorgung. 2010 wurde mit WE.G.E. 42 eine Plattform gegründet, die Wegbereiter für ein integriertes Nahtstellenmanagement der Region ist. Neben dem Klinikum Wels-Grieskirchen sind die Stadt Wels, die Bezirkshauptmannschaften Wels Land, Grieskirchen und Eferding, sowie die Österreichische Gesundheitskasse als Vertreter aller Sozialversicherungen und die OÖ Ärztekammer Träger dieser ARGE. Ziel ist es, die Bevölkerung zu betreuen, und den Zugang zu einer Gesundheits- und Sozialversorgung für alle Menschen zu ermöglichen.